# Abraxas hemerophiloides
Abraxas hemerophiloides là một loài bướm đêm trong họ Geometridae.